# UV tisak
UV tisak ili ultraljubičasti tisak je najmodernija vrsta tintnog tiska koja se počela primjenjivati u digitalnom tisku velikih formata u zadnje vrijeme. Sušenje kapljica tinte se fiksiraju u roku od 0,2 sekunde nakon tiska, neovisno o brzini. Sušenje se obavlja putem posebnih ultraljubičastih ili UV svjetiljki čija valna duljina emitirane ultraljubičaste svjetlosti odgovara fotokemijskim receptorima koji se nalaze u tinti. Time je omogućena znatno veće brzine tiska jer brzina sušenja ne ovisi o brzini tiska. Kapljica tinte nema "vremena" da se razlije pa je time i sama preciznost tiska puno veća (eng. dot placement) čime se postiže bolja kvaliteta. Tinta ne "ulazi" u materijal kao što je to slučaj s otapalima i vodenom bazom tinti. Ona se fiksira (polimerizira) na površini materijala čime se postiže puno bolja gustoća (konzistentnost) boje na širem rasponu materijala (otisak je ujednačeniji na različitim materijalima). UV tehnologijom može se tiskati na različite materijale, krute ili elastične, na svim relativno ravnim površinama, uključujući staklo, plastiku, akril, drvo, metal, papir, tekstil, kožu. UV tehnologija je ekološki prihvatljivija od klasičnih tintnih pisača jer je neusporedivo manja emisija štetnih tvari. 
UV tisak jedinstvena je metoda digitalnog printanja prilikom koje se za prijenos i sušenje boje na materijalu koriste ultraljubičaste zrake. Tehnologija se temelji na posebnoj tinti, odnosno akrilnim monomerima koji se polimeriziraju u trenutku izloženosti jakom ultraljubičastom svjetlu. Od standardnog se printanja razlikuje po tome što se umjesto tinte na površinu nanose tekući polimeri. Istovremeno se boja printa i suši zahvaljujući svjetiljki koja ultraljubičastim zračenjem osvjetljava površinu premaza i tako je učvršćuje.
Prilikom ispisivanja prvo se nanosi sloj bijele, a zatim ostale boje iz željene palete za presliku fotografija, loga, teksta, grafike i slično. Saturacija boja i oštrina pigmentacije poboljšane su u odnosu na klasično tiskanje te ne postoje šanse za razlijevanje. Zahvaljujući tome, fotografije na materijalu izgledaju mnogo realističnije. Čak i kada nisu premazane zaštitnim slojem, UV boje trajat će i do 3 godine, zbog čega su dobre za dugoročno korištenje na otvorenim prostorima. Ultraljubičaste zrake iz UV svjetiljke stabiliziraju pigmente, pa niti zbog dugotrajne izloženosti Suncu neće izblijedjeti.

## UV lakovi
Za razliku od vododisperzivnog i uljnog lakiranja, UV lakiranje omogućuje postizanje visokog učinka sjaja. Otisci s UV lakom imaju i veliku glatkoću kakva se ne može postići s uljnim i vododisperzivnim lakiranjem. UV lakovi sastoje se od tekućih smola, aditiva i fotoinicijatora. Fotoinicijatori omogućuju pokretanje lančane reakcije umrežavanja molekula pod utjecajem UV zračenja. UV lak će tako stvoriti mrežu monomera i oligomera. Monomeri su male organske molekule, povezane kovalentnim vezama, koji grade oligomere i polimere. Oligomeri posjeduju veću molekularnu masu od monomera, te daju važna svojstava stvrdnutom filmu (kemijska postojanost, tvrdoću, sjaj i adheziju). UV lakovi se pod
djelovanjem UV zračenja polimeriziraju u čvrsti film. Dakle, bez djelovanja UV zračenja ostat će tekući te neće doći do sušenja. Mehanizam sušenja provodi
se tako da se fotoinicijatori pod utjecajem UV zračenja raspadaju na kemijski reaktivne radikale koji započinju umrežavanje monomera u čvrsti plastični film. UV lak sadrži 5 komponenata: fotoinicijatori, monomeri, oligomeri, aditivi i pigmenti. Prvenstveno to je: boja pigmenata, koncentracija pigmenata, veličina čestice i debljina filma.
UV tehnologija lakiranja ima mnoge prednosti. To su: vrlo visok sjaj (cca 85%), potreba vrlo malog ili nikakvog pudranja, trenutno sušenje, mogućnost tiska na neupojne podloge (metalizirani, plastični, sintetski i drugi papiri), odlična mehanička zaštita proizvoda, mogućnost izvedbe različitih mirisa, mogućnost izvedbe različitih optičkih učinaka (biserni, metalni i slično), jednostavno djelomično lakiranje (spotno lakiranje),mogućnost primjene raznih dizajnerskih učinaka. Negativne strane su mu relativno velika ulaganja i troškovi te velika potrošnja električne energije.